# 歐陽哲
欧阳哲，字广哲，江西泰和县人，明朝政治人物。
永乐十九年（1421年）二甲第四十九名进士。官浙江佥事，清理冤狱，民为建立生祠。